# Сифонтес, Виктор
Виктор Мануэль Сифонтес Антекера (исп. Víctor Manuel Sifontes Antequera; 21 октября 1993, Валера, Венесуэла) — венесуэльский футболист, защитник клуба «Каракас».

## Карьера

### Клубная
Виктор начал футбольную карьеру в клубе «Трухильянос», за основной состав которого он дебютировал 24 февраля 2011 года во встрече с «Атлетико Венесуэла». В сезоне 2010/11 защитник провёл ещё 4 матча. 20 августа 2011 года Сифонтес отметился первым забитым мячом в карьере.
Летом 2014 года, после 4 сезонов в «Трухильянос», Виктор перешёл в «Каракас». Первую встречу за новый клуб он провёл 3 ноября 2014 года против «Карабобо». В своём пятом матче за «Каракас» защитнику удалось отличиться забитым мячом.

### В сборной
В 2013 году Виктор принял участие в Молодёжном чемпионате Южной Америки. Сифонтес сыграл во всех 4 матчах своей команды, не сумевшей преодолеть первый этап турнира.